# Kfz-Kennzeichen (Vatikanstadt)

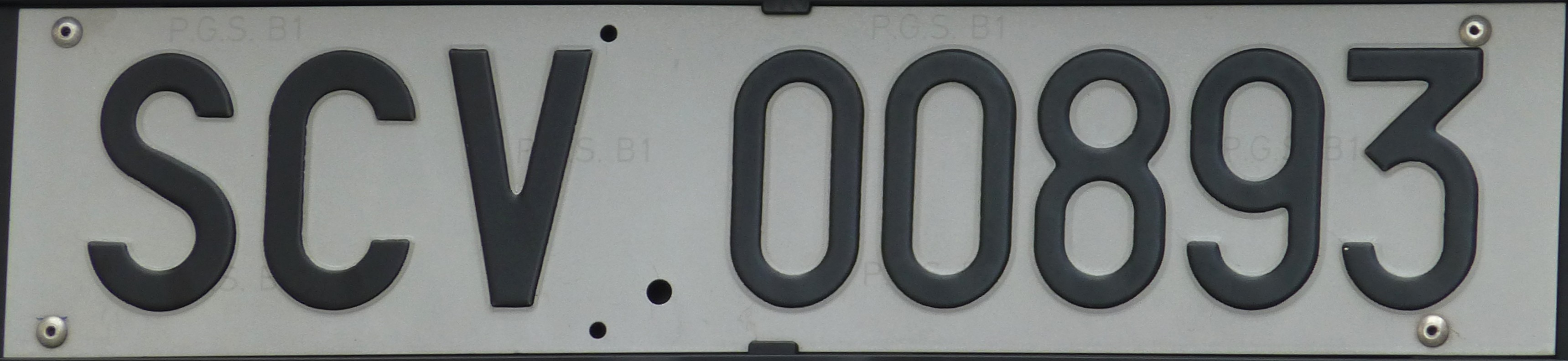
Kfz-Kennzeichen für offizielle Dienstfahrzeuge (Hinteres Kennzeichen ohne Prägesiegel)

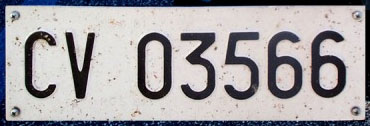
Vorderes Kennzeichen für Bürger und Angestellte des Vatikans

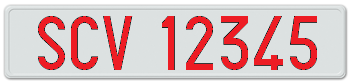
Kfz-Kennzeichen für Kardinäle

Die Vatikanstadt besitzt seit 1930 ein eigenes Kennzeichensystem. Da in der Vatikanstadt weniger als 500 Kraftfahrzeuge zugelassen sind, ist selten ein Fahrzeug aus dem kleinsten Staat der Welt zu beobachten, und wenn, dann in Rom.
Das Nationalitätszeichen V ist aufgrund der relativ eindeutigen Kennzeichen fast nie an Fahrzeugen zu beobachten. Wie auch in Italien sind die vatikanischen Nummernschilder vorne etwas kleiner als am Fahrzeugheck.

## Geschichte
Die ersten Kfz-Kennzeichen der Vatikanstadt wurden ab 1930 ausgegeben, ein Jahr nach der Unterzeichnung der Lateranverträge. Die Kennzeichen bestanden aus den Buchstaben SCV (lat. Status Civitatis Vaticanæ ‚Staat der Vatikanstadt‘) und einer bis zu dreistelligen Nummer in schwarzer Schrift auf weißem Hintergrund. Diese Farbkombination wurde bis heute nie geändert.
Bei Motorrädern und Traktoren wurde der Nummer jeweils eine Null vorangestellt. Das Format der Schilder war unterschiedlich und wurde erst ab 1960 standardisiert, indem man das Format an die italienischen Kennzeichen anpasste (267 × 62 mm vorne, 275 × 200 mm hinten). Ab 1981 wurden einzeilige hintere Kennzeichen im Format 300 × 100 mm ausgegeben.
Ab 1988 wurden die Kennzeichen in zwei Kategorien unterteilt. Staatliche und offizielle Fahrzeuge behielten den bisherigen Code SCV, Privatfahrzeuge erhielten neu den Code CV (ital. Città del Vaticano ‚Vatikanstadt‘) und eine fünfstellige Nummer, beginnend ab 00001. Die vatikanischen Kennzeichen gleichen bis heute den italienischen Kennzeichen aus den Jahren 1985–1994.
Seit 2011 werden die Kennzeichen aus Plexiglas hergestellt, und das Format wurde abermals an die italienischen Kennzeichen angepasst (340 × 115 mm vorne, 486 × 109 mm hinten). Die Dienstwagen und Privatfahrzeuge der Kardinäle haben Kennzeichen mit roter Schrift auf weißem Hintergrund. Die Dienstfahrzeuge des Papstes, weltweit gibt es davon insgesamt etwa 60 Stück, haben alle dasselbe rote Kennzeichen SCV 1.

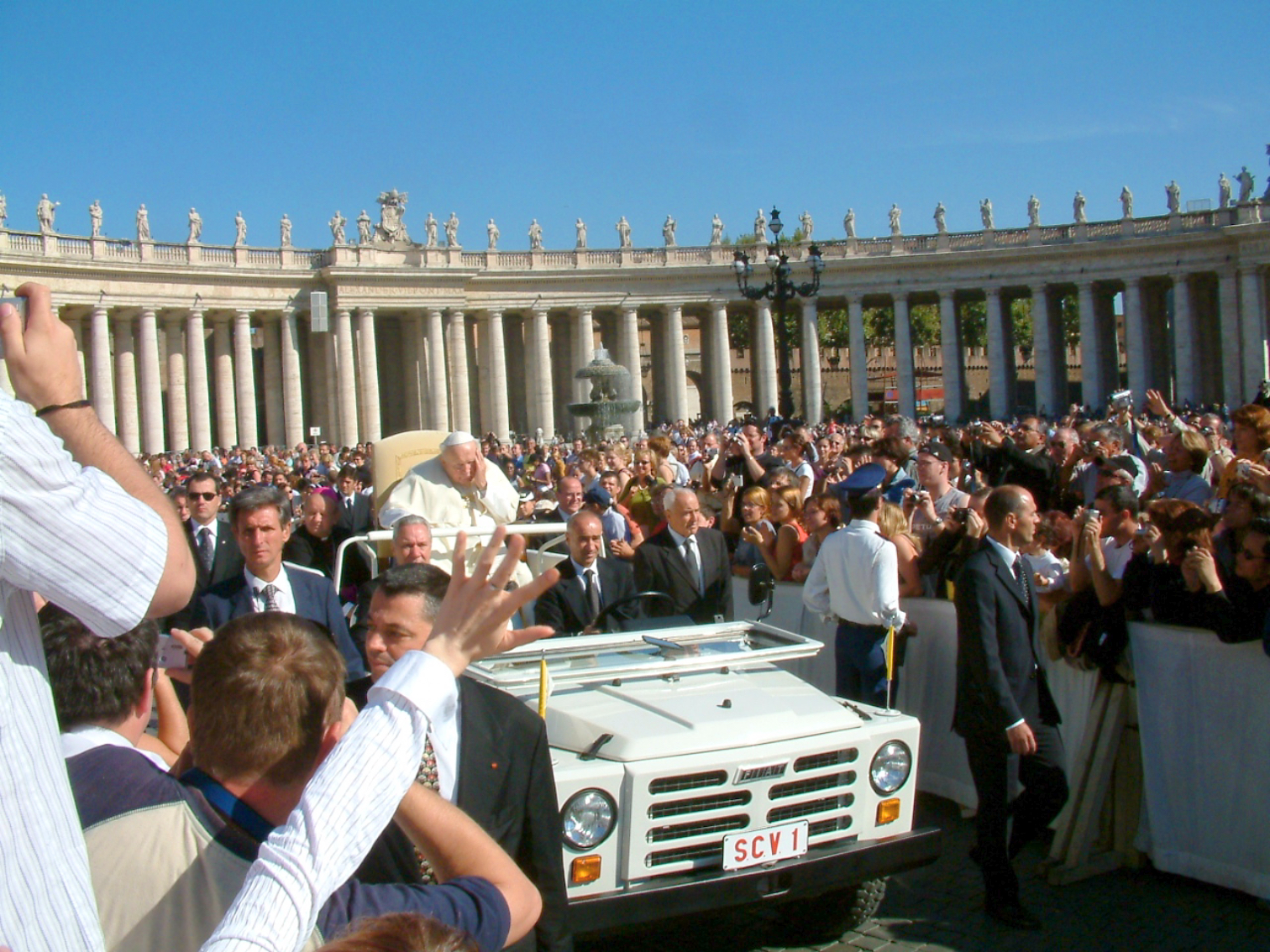
Papst Johannes Paul II. auf dem Petersplatz in der Vatikanstadt in einem Papamobil mit dem Kennzeichen SCV 1
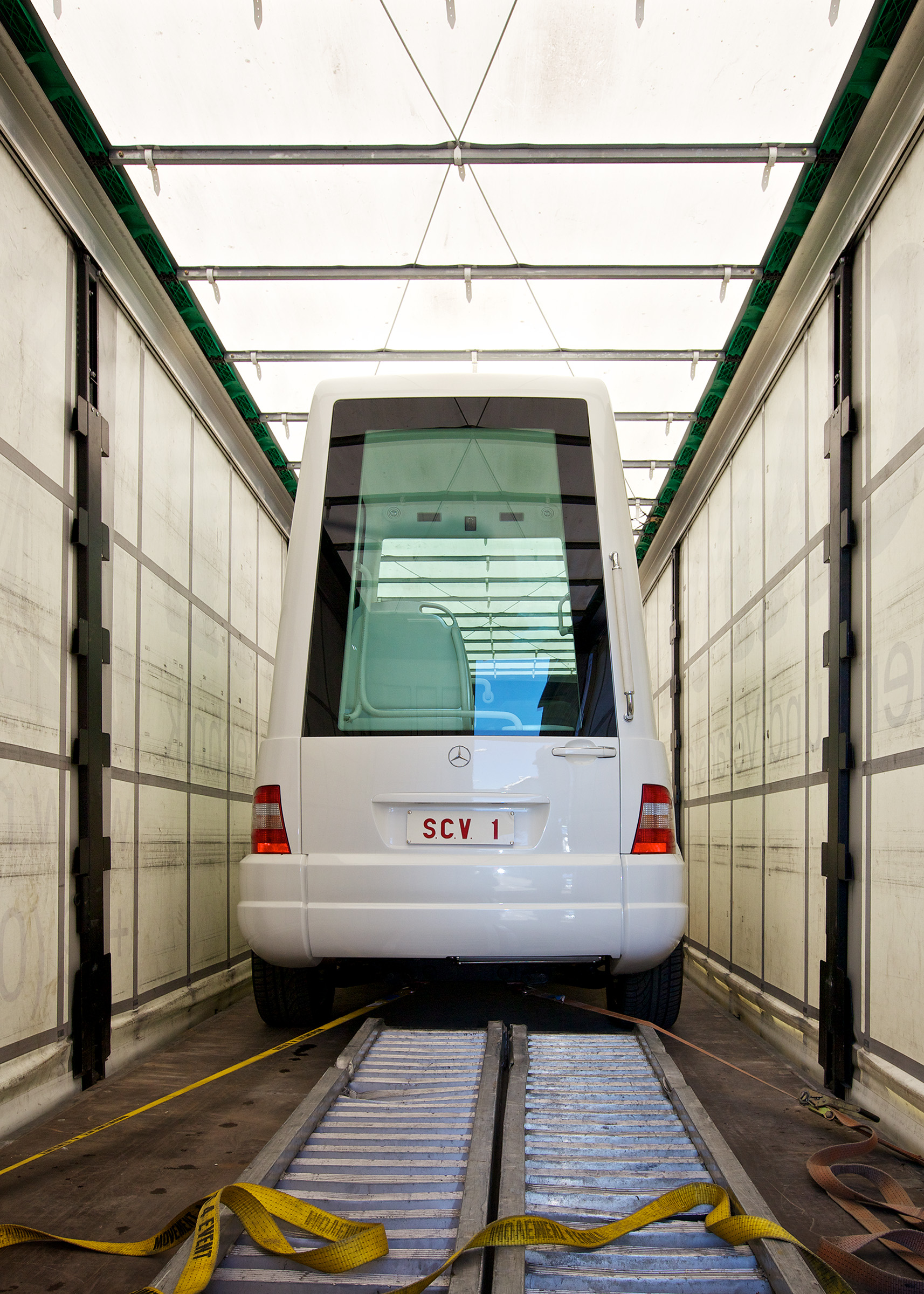
Mercedes-Benz M-Klasse Papamobil Papst Benedikt XVI. nach seinem Besuch in Freiburg im Breisgau mit dem Kennzeichen SCV 1
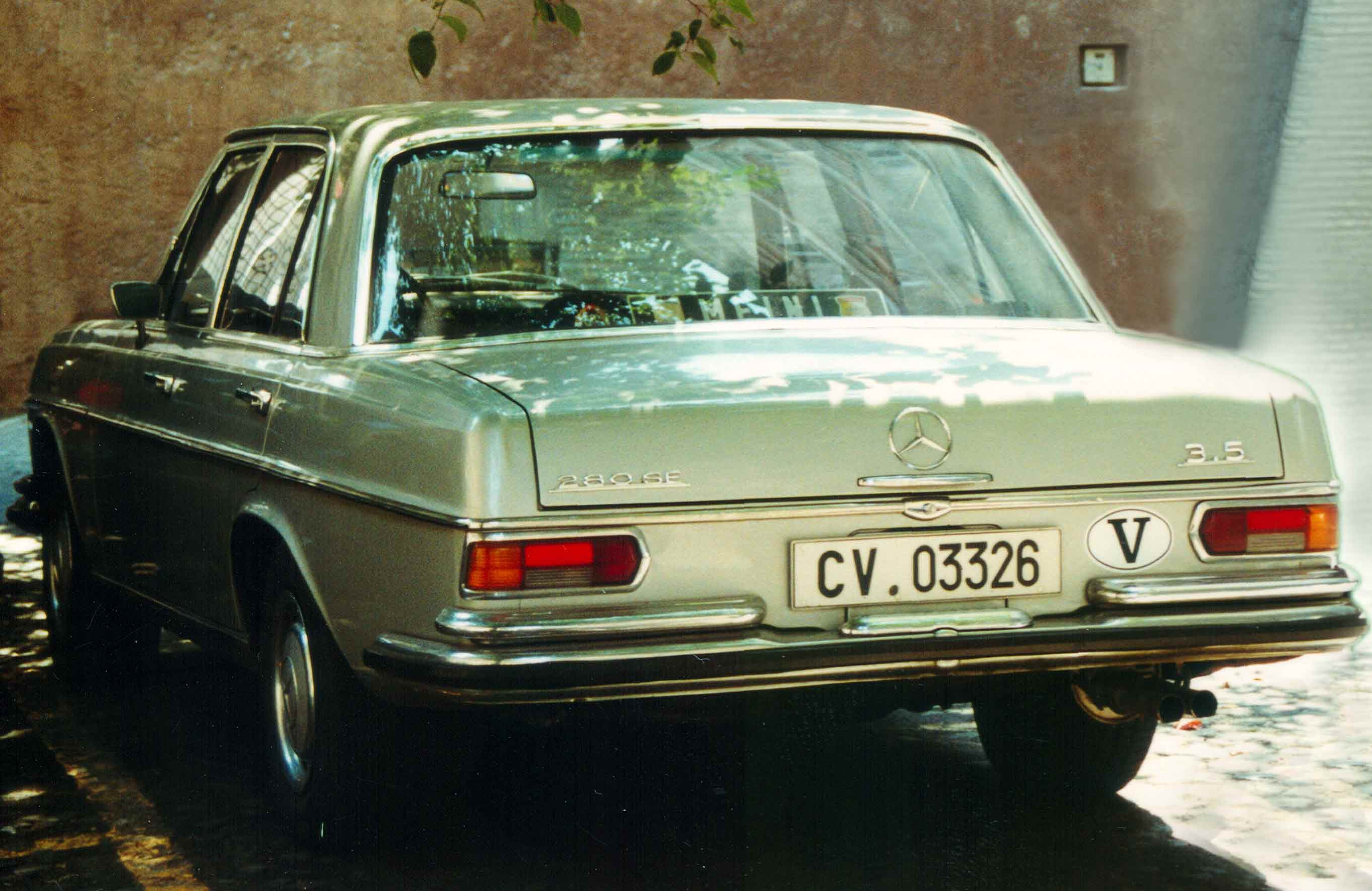
Beispiel für die Verwendung des Nationalitätszeichens V
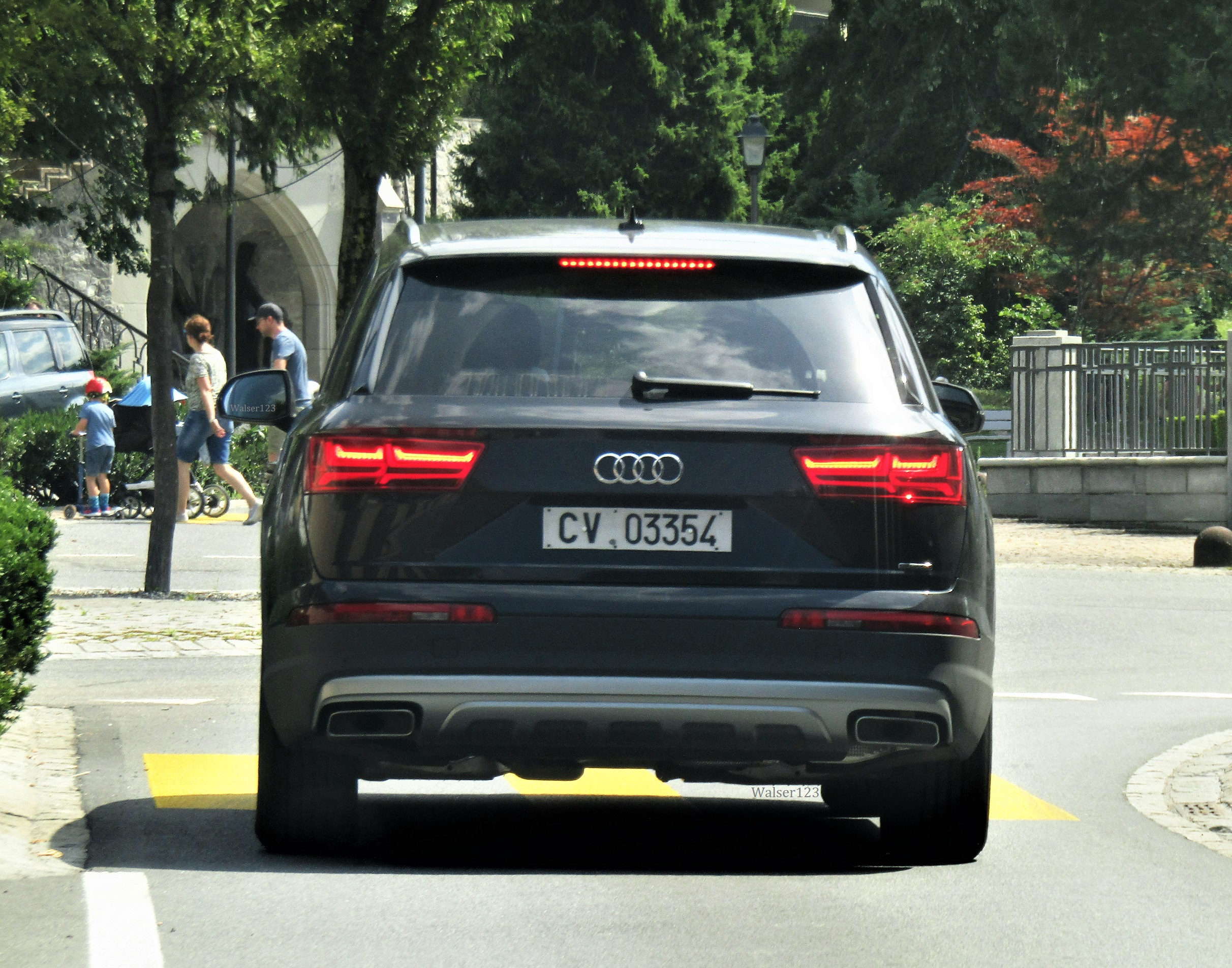
Seltene Sichtung eines Fahrzeuges aus der Vatikanstadt im Ausland (Liechtenstein)
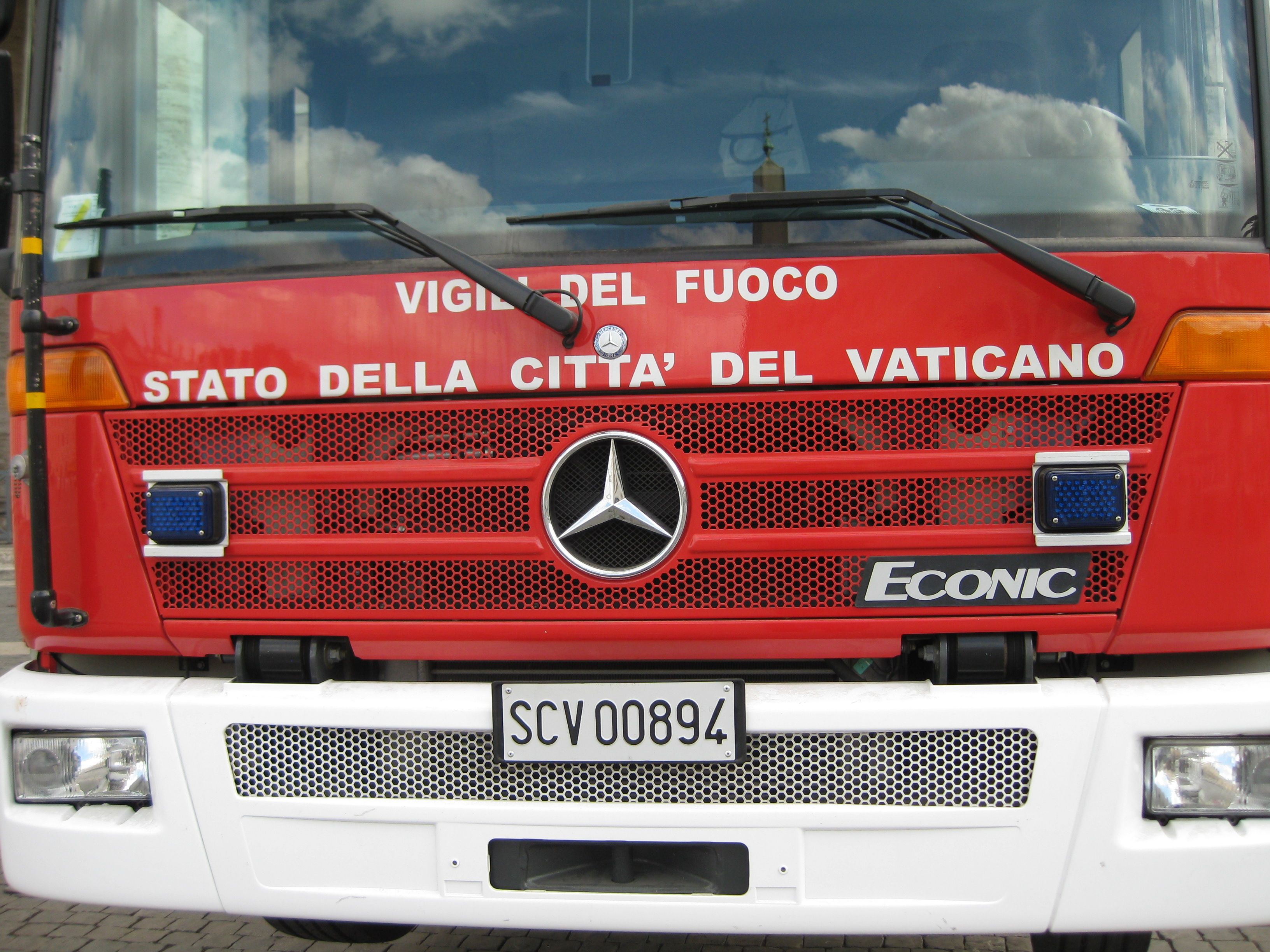
SCV-Kennzeichen an einem Feuerwehrfahrzeug
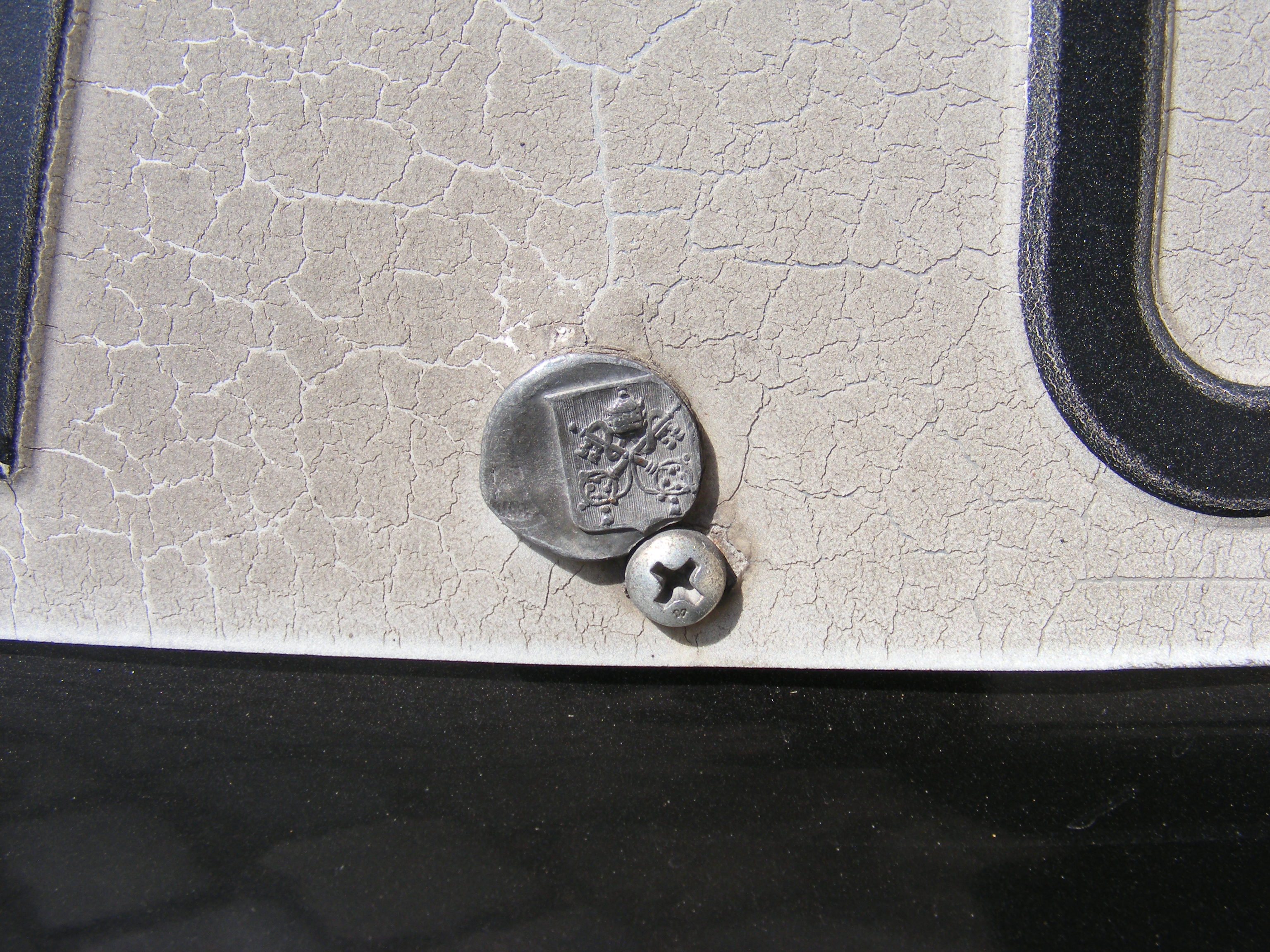
Prägesiegel für die Zulassung zum Straßenverkehr

## Sonstiges
Für die Buchstaben SCV hat der Volkswitz folgende Erklärung gefunden: „Si Christus vidisset“ (lat.: „wenn Christus das gesehen hätte“) / „Se Cristo vedesse“ (ita.: „wenn Christus das sähe / gesehen hätte“) – und in der Umkehrung der Buchstaben: „vi caccerebbe subito“ („würde er euch sogleich verjagen“).